# 陳輝雄
陳輝雄（1955年—2022年6月28日），臺灣客家人，詞曲創作者。作品包括校園民歌〈歸人沙城〉、〈小草〉、〈拜訪春天〉、〈廟會〉等。

## 生平
1955年生於台東縣東河鄉，8歲時全家遷返屏東縣麟洛鄉定居。雖然兒時未學樂器，陳輝雄在國中時期開始自己嘗試哼唱創作曲調。1975年考入文化大學海洋系生物組，由系歌開始展開創作發表，並與剛成立的校內社團「華岡歌詞歌曲創作研究社」首任社長林建助合作，由林建助作詞、陳輝雄譜曲，完成了〈小草〉、〈拜訪春天〉等作品。〈小草〉入選新格唱片於1977年舉辦的第一屆「金韻獎青年歌謠演唱大會」歌唱比賽，後收錄在歌手王夢麟1979年發行的專輯《阿美！阿美！》中，獲得迴響。〈拜訪春天〉與陳輝雄後續自作詞曲創作的歌曲〈歸人沙城〉及〈沙城歲月〉則由歌手施孝榮演唱，成為施孝榮的代表作。根據陳輝雄自述，「沙城」等作是啟發自同校的劉克襄所作歌詞〈沙河悲歌〉，「沙城」並無指涉特定地點；演唱者施孝榮則認定「沙城」應是指屏東。陳輝雄在金韻獎比賽中結識賴西安，在陳輝雄於海軍陸戰隊服役期間，兩人合作歌曲〈廟會〉，由賴西安作詞、陳輝雄作曲，王夢麟演唱，是校園民歌中少數描寫民俗的歌曲之一。
退伍後陳輝雄在台北的音樂教室教學吉他及製作音樂，1985年曾參與製作鄉城唱片李碧華《開卷詩》專輯、楊峻榮《情書團》專輯，其中也有收錄陳輝雄的創作歌曲。因心臟疾病，陳輝雄於1989年回到家鄉麟洛開設音樂教室，持續音樂教學及歌曲創作。他的學生中包括有發片歌手潘佩莉與吳盈靜。
2022年6月因大腸癌病逝。

## 著名的創作歌曲
- 〈小草〉（作曲。林建助作詞，王夢麟演唱，收錄於1979年的專輯《阿美！阿美！》）（曾經是台北市立第一女子高級中學地下校歌。）[7]
- 〈廟會〉（作曲。賴西安作詞，王夢麟演唱，收錄於1980年的專輯《一家歡樂百家愁(打秋風)》）（曾被選入台灣音樂教科書中作為教材） [8]
- 〈歸人沙城〉（作詞作曲。施孝榮演唱，收錄於1980年的合輯《金韻獎5》）
- 〈沙城歲月〉（作詞作曲。施孝榮演唱，收錄於1981年的合輯《金韻獎8》）
- 〈拜訪春天〉（作曲。林建助作詞，施孝榮演唱，收錄於1981年的專輯《施孝榮專輯》）